# Jawa 50/551 Jawetta
Jawa 50/551 Jawetta je moped s jednoválcovým dvoudobým motorem zdvihového objemu 50 cm³ uloženým naležato, vyráběný od roku 1958 do roku 1962 (verze Sport od roku 1960).

## Verze
- 01 Standard – nádrž v rámu, zahnutá řídítka a cyklo sedlo
- 02 Sport – delší výfuk, rovná řídítka, větší nádrž, pohodlnější sedlo a větrný štítek

## Technické parametry

### Motor
- rozvod pístem

### Rám
- otevřený, samonostný, svařovaný z výlisků ocelového plechu

#### Převody
- řazení otočnou rukojetí vázanou na páčku spojky
- spojka dvoulamelová v olejové lázni

#### Rozměry a hmotnosti
- Pohotovostní hmotnost: 46 kg
- Suchá hmotnost: 44 kg
- Užitečná hmotnost: 145 kg

### Výkony
- Maximální rychlost 45 km/h
- Průměrná spotřeba paliva 1,9 litru/100 km
- největší stoupavost 18 %

## Fotogalerie

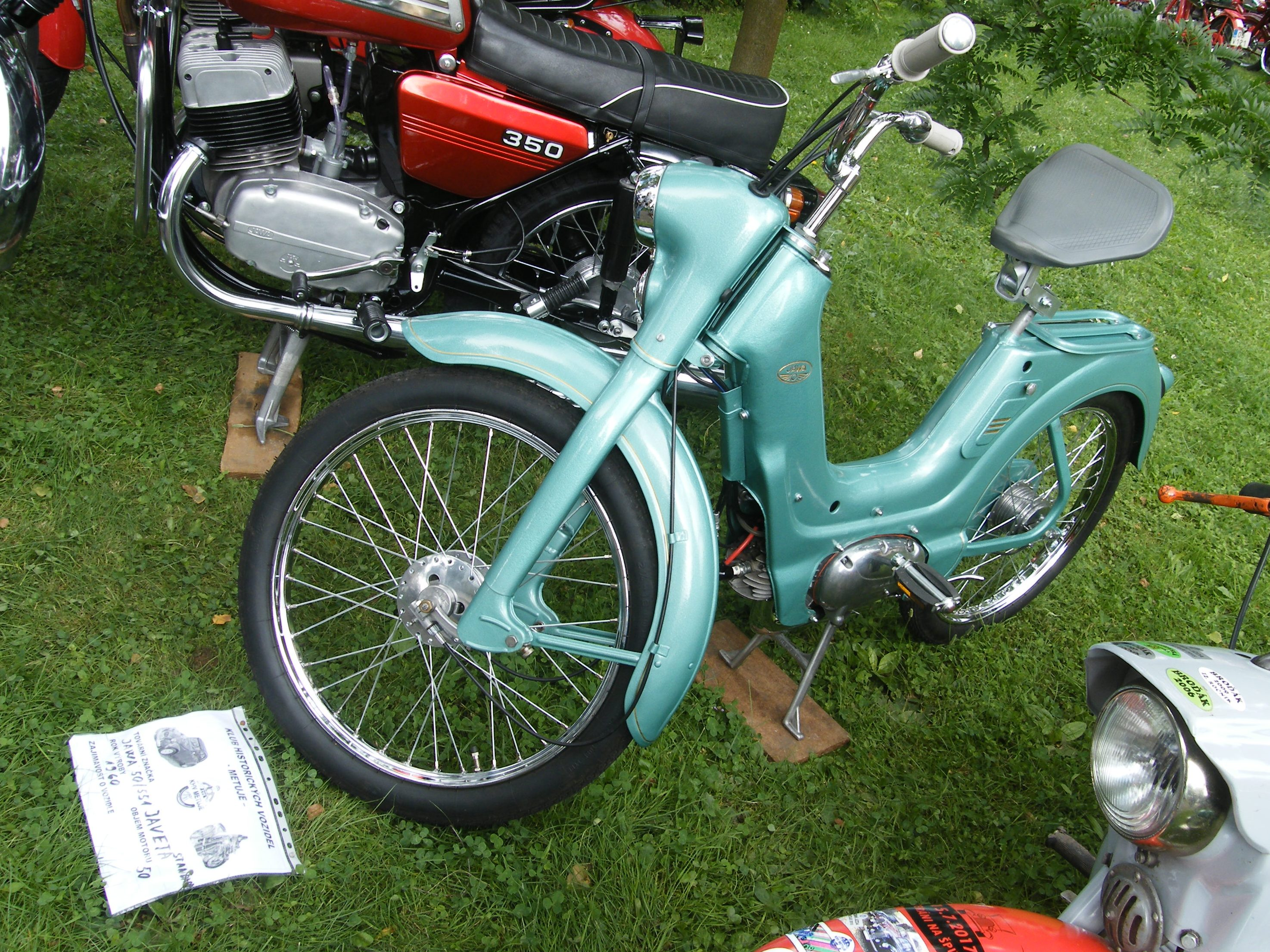
Zelená Jawa 50/551 Jawette Standard (1960)
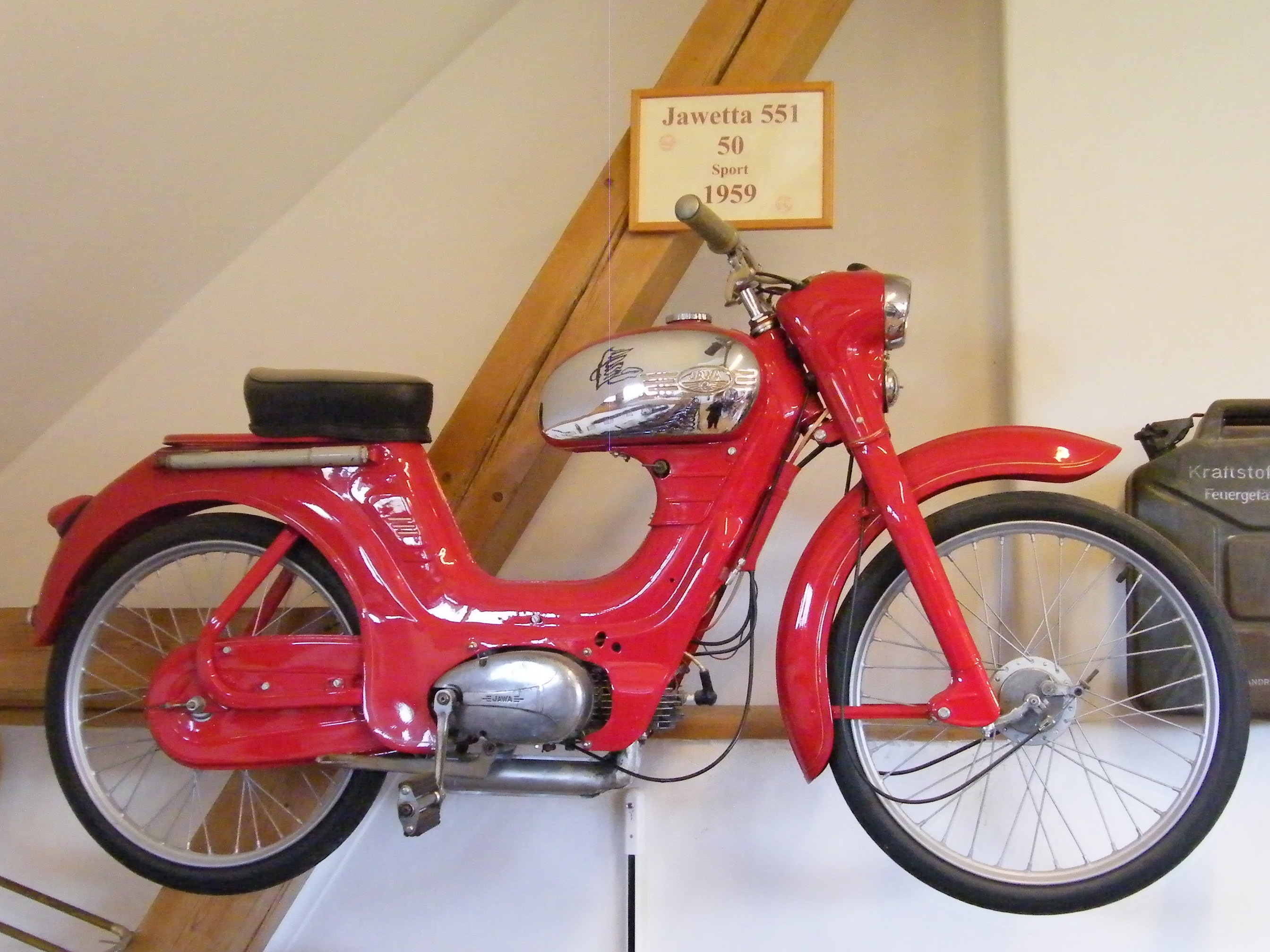
Jawa 50/551 Jawetta Sport
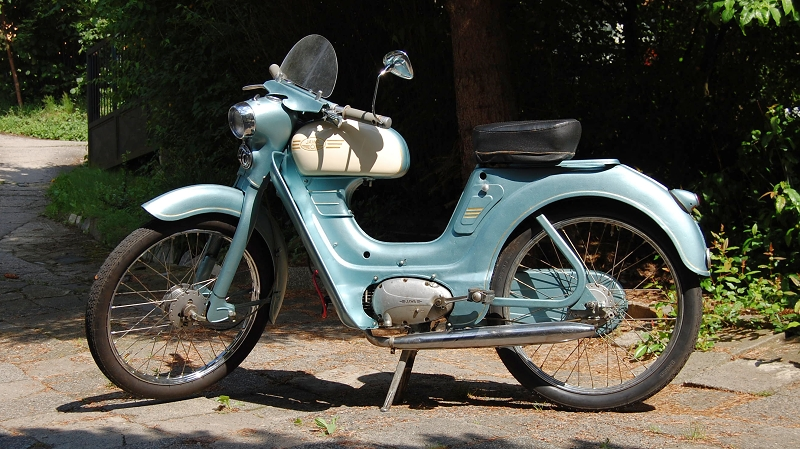
Jawa 50/551 Jawetta Sport